# NGC 4881

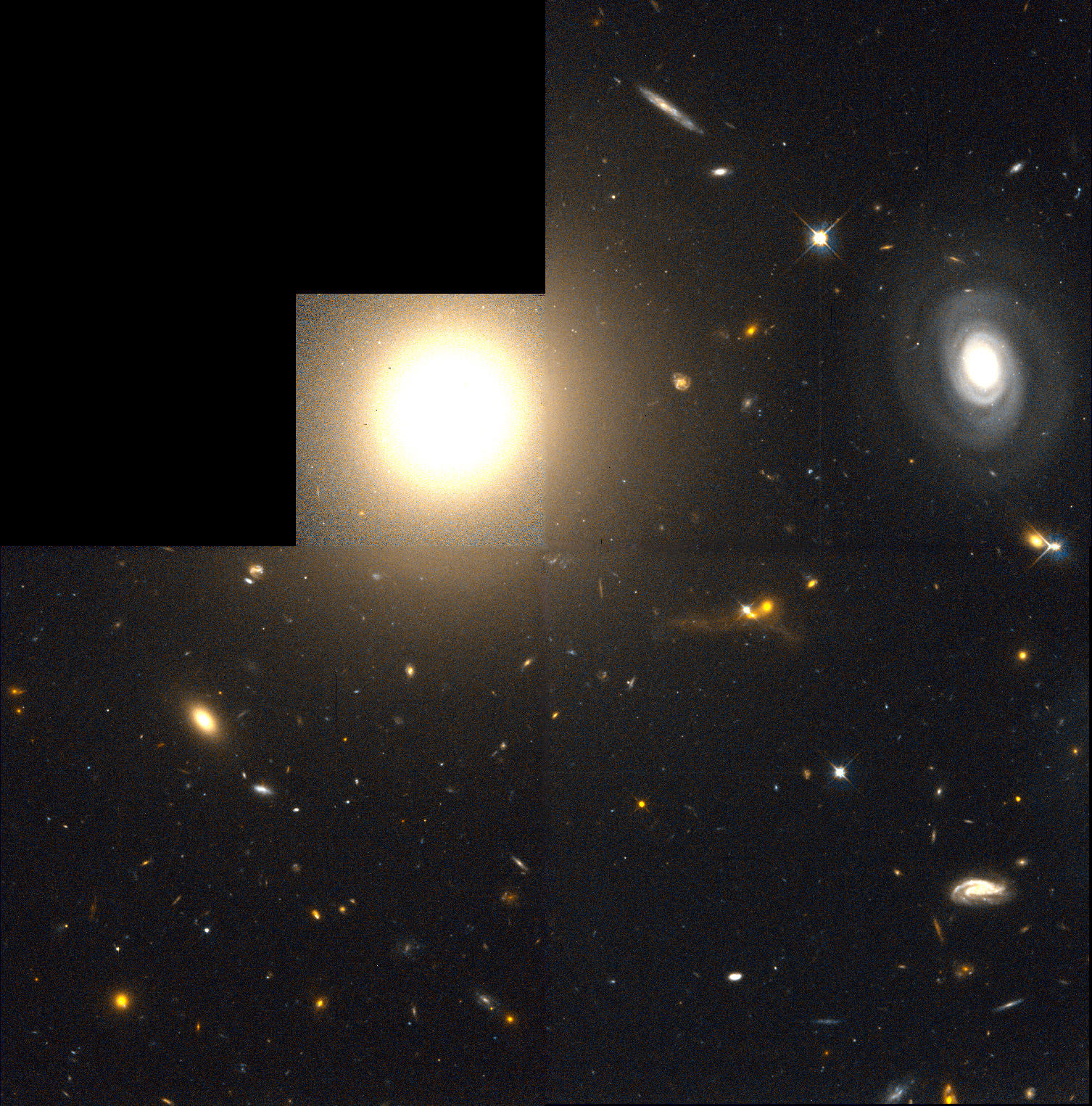
المجرة إن جي سي 4881 في تجمع مجرات الهلبة

إن جي سي 4881 في الفلك (بالإنجليزية:NGC 4881) هي مجرة إهليجية تبعد عنا نحو 352 مليون سنة ضوئية وتـُرى في كوكبة الهلبة. وهي أحد أعضاء تجمع مجرات الهلبة ، أكتشها العالم الفلكي هاينريش لويس دارست عام 1865.
ثم قام تلسكوب هابل الفضائي بالتقاط صور للتجمع المجري النهر وللمجرة إن جي سي 4881 في عام 1994.

## أهميتها

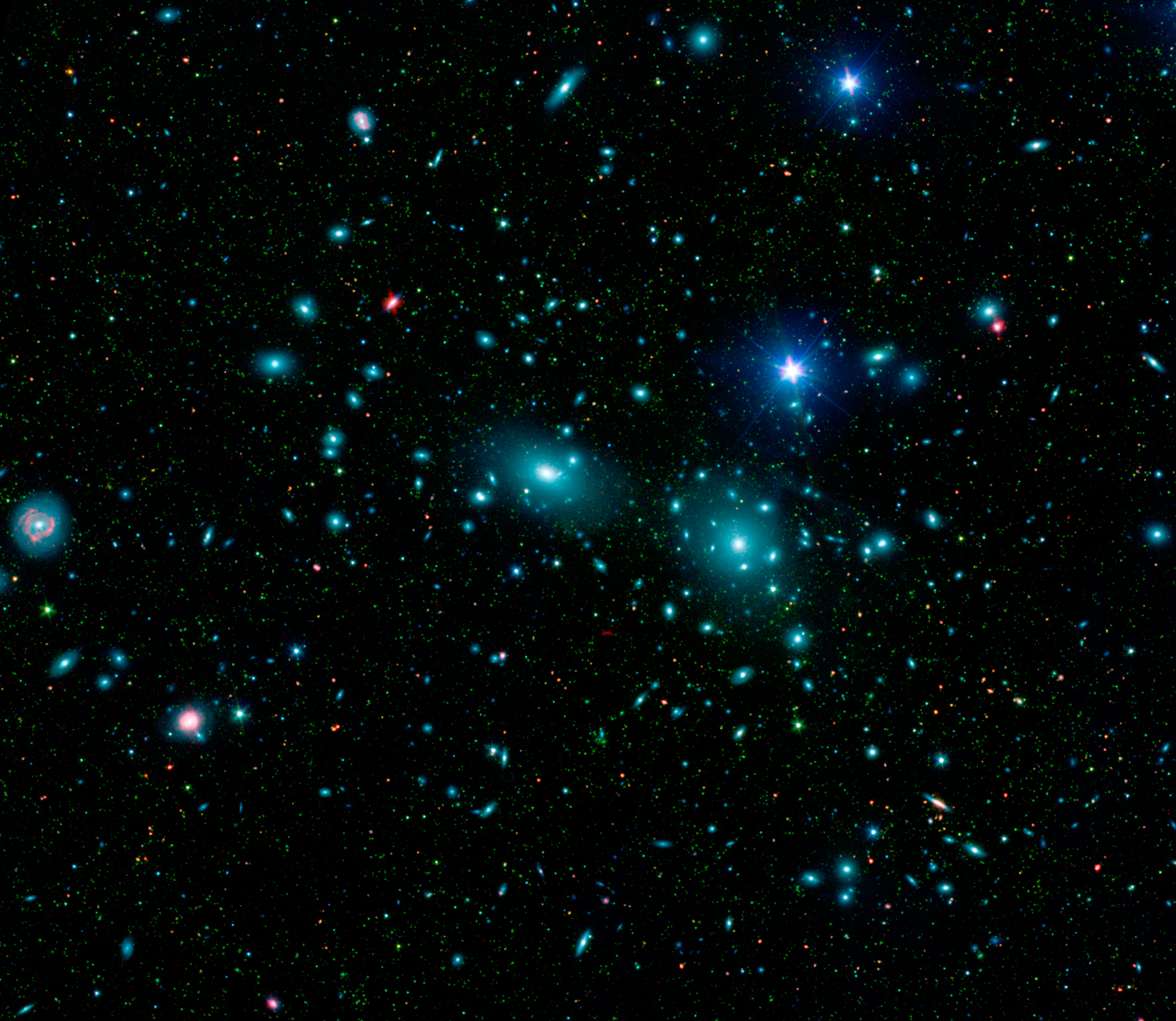
صورة مركبة لتجمع مجرات الهلبة ، إلتقطها مسح سلووان الرقمي للسماء / مقراب سبيتزر الفضائي للأشعة فوق البنفسجية والضوء المرئي ، عن : ناسا/JPL-Caltech/GSFC/SDSS.

تشير الدراسات التي تجريها كلية الفيزياء بجامعة توبنغن بألمانيا على تأثير تجمع مجرات الهلبة التي تعمل بمثابة عدسة جاذبية إلى وجود مادة مظلمة .